# Aminoacyl-tRNA-Synthetase
Aminoacyl-tRNA-Synthetasen (AaRS) sind Enzyme, die in den Zellen aller Lebewesen vorkommen und bei der Proteinbiosynthese für die Translation nötig sind. Sie  katalysieren die Bindung einer proteinogenen Aminosäure an ihre tRNA und so die Bildung einer Aminoacyl-tRNA. Derartig mit der passenden Aminosäure beladene tRNA-Moleküle sind eine notwendige Voraussetzung für die Synthese von Proteinen an den Ribosomen einer Zelle.
Diese Synthetasen sind Ligasen und werden gebraucht, um tRNA-Moleküle abhängig von deren Struktur – insbesondere der Anticodon-Sequenz – jeweils mit der entsprechenden Aminosäure zu beladen, womit eine Aminoacyl-tRNA entsteht. Eine Synthetase ist je spezifisch für eine der proteinogenen Aminosäuren, für die zwanzig kanonischen gibt es so zumeist 20 unterschiedliche Aminoacyl-tRNA-Synthetasen, deren Gene zu den Haushaltsgenen zählen. Eukaryoten haben daneben einen zusätzlichen Satz an mitochondrialen Aminoacyl-tRNA-Synthetasen, und Pflanzen noch einen weiteren in Plastiden. Diese unterscheiden sich von den zytoplasmatischen Hauptenzymen wie untereinander und beladen vorzugsweise die tRNA der jeweiligen Organellen.
Die von einer Aminoacyl-tRNA-Synthetase katalysierten Reaktionsschritte,
- die Aktivierung einer Aminosäure (→ Aminoacyl-Adenylat)
- und dann deren Bindung an tRNA (→ Aminoacyl-tRNA),

lauten zusammengefasst in allgemeiner Form:
{\displaystyle \mathrm {{\mbox{Aminos}}{\ddot {a}}{\mbox{ure}}\;\!+tRNA\;\!+ATP\;\longrightarrow {\mbox{Aminoacyl}}{\mbox{-}}\;\!tRNA\;\!+AMP+{\mbox{Pyrophosphat}}} }

## Enzymstruktur
Aminoacyl-tRNA-Synthetasen sind große Proteine mit mehreren Domänen. Jede der Synthetasen besitzt eine katalytische Domäne, in deren Faltungen dann ATP, eine Aminosäure sowie der Akzeptorstamm einer tRNA gebunden werden. Hier laufen die eigentlichen synthetischen Reaktionsschritte ab, die ein Aminosäuremolekül aktivieren und an das letzte Nukleotid am 3′-Ende des Akzeptorstamms einer tRNA binden. Die Aminosäure wird dabei über ihre Carboxygruppe an das Sauerstoffatom einer der Hydroxygruppen (-OH) der Ribose im endständigen Nukleosid der tRNA gebunden, einem Adenosin (oft in Position 76: A76).

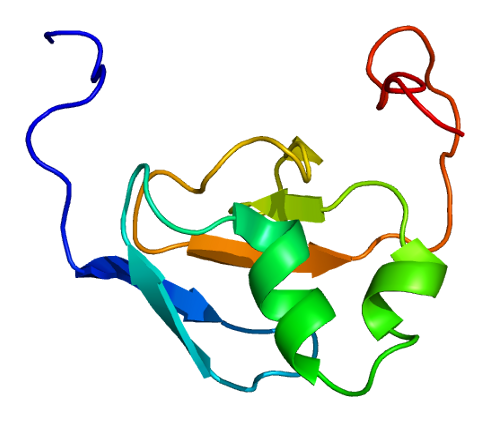
β-Faltblatt-Strukturmotive – durch Pfeile dargestellt – in der TGS-Domäne der zytoplasmatischen Threonyl-tRNA-Synthetase (ThrRS) des Menschen, einer homodimeren Aminoacyl-tRNA-Synthetase der Klasse II

Daneben finden sich weitere Domänen, mit denen die passende Aminosäure gewählt, die richtige tRNA erkannt oder eine falsche Verbindung wieder gelöst werden kann. Hierin unterscheiden sich die AaRS-Familien sowohl nach Merkmalen der Struktur wie der Funktion teils erheblich. Benannt werden die einzelnen Enzyme nach ihrer spezifischen Aminosäure sowie differenziert bezüglich Organismus und Zellkompartiment (z. B. humane Alanyl-tRNA-Synthetase 2, mitochondrial; kurz: AlaRS2 human; Genname AARS2).
Hinsichtlich ihres strukturellen Aufbaus wie nach den Motiven funktioneller Domänen lassen sich grob zwei Klassen von Synthetasen unterscheiden:
- I – bei den überwiegend monomeren Klasse I-Enzymen weist die Kerndomäne in der Sekundärstruktur parallele β-Faltblätter in einer Rossmann-Faltung auf sowie zwei Motive für die ATP-Bindung;

hierzu gehören Synthetasen spezifisch für Arg, Cys, Glu, Gln, Ile, Leu, Lys, Met, Trp, Tyr, Val
- II – die zumeist dimeren oder multimeren Klasse II-Enzyme haben dagegen in der Kerndomäne gemischte β-Faltblätter sowie drei andere Motive, die an der ATP-Bindung beteiligt sind;

hierzu gehören Synthetasen spezifisch für Ala, Asn, Asp, Gly, His, Lys, Phe, Pro, Ser, Pyl, Thr
Während bei all denen der Klasse I die Aminosäure zunächst mit 2′-OH verestert wird und dann in 3′-O-Aminoacyl umestert, aminoacylieren fast alle der Klasse II gleich in 3′-Position (bis auf eine Ausnahme, PheRS). Beide Klassen werden nach den Bindungsweisen der  AaRS an das tRNA-Molekül weiter unterteilt in Unterklassen (a, b und c).

## Ablauf der tRNA-Beladung
Damit überhaupt eine tRNA mit der entsprechenden Aminosäure beladen werden kann, muss diese zunächst durch die Aminoacyl-tRNA-Synthetase aktiviert werden. Dies geschieht durch Bildung einer Carbonsäure-Phosphorsäure-Anhydrid-Bindung zwischen der selektierten Aminosäure und ATP, wobei das Aminoacyl-Adenylat und Pyrophosphat entstehen. Nun erst kann die so aktivierte Aminosäure auf das 3′-Ende am Akzeptorstamm der tRNA übertragen und mit Esterbildung gebunden werden, wobei dann ein AMP-Molekül abgespalten wird. Damit ist die jeweilige Aminoacyl-tRNA synthetisiert, als spezifisch beladene tRNA-Spezies, die hiermit für den Translationsvorgang am Ribosom zur Verfügung steht.
Die Spezifität und akkurate Kontrolle dieser Aminoacylierung der tRNAs ist mindestens so wichtig für die Genauigkeit der Proteinbiosynthese wie die Anticodon-Codon-Wechselwirkung zwischen tRNA und mRNA am Ribosom. Denn würde eines der tRNA-Moleküle mit der falschen Aminosäure beladen und am Ribosom eingesetzt, so würde mit korrekter tRNA-mRNA-Wechselwirkung bei der Proteinbiosynthese diese falsche Aminosäure eingebaut.
Einige Aminoacyl-tRNA-Synthetasen erkennen die passenden tRNAs hauptsächlich anhand des Anticodons. Doch spielen noch weitere Strukturmotive eine Rolle bei der Identifizierung des tRNA-Moleküls durch das (komplexe) Proteinmolekül der spezifischen AaR-Synthetase. So konnte für eine Alanyl-tRNA-Synthetase (AlaRS) durch Mutageneseexperimente gezeigt werden, dass diese die entsprechende tRNA nicht am Anticodon, sondern anhand des Akzeptorstamms und einer Haarnadelschleife erkennt. Darüber hinaus zeigen manche Aminoacyl-tRNA-Synthetasen das Vermögen, fehlerhafte Beladungen zu erkennen und in diesem Fall die Bindung zwischen einer Aminosäure und einer tRNA wieder aufzulösen.
Es gibt nicht für jedes der möglichen Codons beziehungsweise deren Anticodons je eine Aminoacyl-tRNA-Synthetase, sondern eines dieser Enzyme ist jeweils spezifisch für eine der proteinogen Aminosäuren. So liegt im Zytosol einer Zelle bzw. in einem Mitochondrium oder Plastid zumeist jeweils ein Satz mit rund 20 verschiedenen Arten von Aminoacyl-tRNA-Synthetasen vor.
Für zwei der Aminoacyl-tRNA sind alternative Synthesewege bekannt. So können Archaeen, Cyanobakterien, wie ebenso Mitochondrien und Plastiden, eine (mit Gln) beladene tRNA auch durch Umwandlung (per Glu-tRNAGln-Amidotransferase) aus einer anders (mit Glu) beladenen tRNA herstellen. Bei Halobakterien gilt dies analog für eine weitere (Asn-tRNAAsn aus Asp-tRNAAsn); diese Organismen können daher mit einer Familie von 18 Aminoacyl-tRNA-Synthetasen auskommen.

## Pathologie
Beim Menschen führen Mutationen im GARS-Gen (für Glycyl-tRNA-Synthetase) zu einer Form des Morbus Charcot-Marie-Tooth.
Weitere Erkrankungen im Zusammenhang mit Aminoacyl-tRNA-Synthetasen:
- Antisynthetase-Syndrom